# Brian Jacks
Brian Albert Thomas Jacks (ur. 5 października 1946 w Stepney) – brytyjski judoka, brązowy medalista Igrzysk Olimpijskich w Monachium.
Na Mistrzostwach Świata zdobył jeden medal: brązowy w Salt Lake City (1967).